# Gerrit Heinemann
Gerrit Heinemann (* 1960 in Osnabrück) ist ein deutscher Wirtschaftswissenschaftler, der sich mit dem E-Commerce, Online-Handel, Multi-Channel-Handel und der Zukunft des Handels beschäftigt. Er ist seit 2005 Professor für BWL, Management und Handel an der Hochschule Niederrhein in Mönchengladbach, wo er das eWeb Research Center gründete und leitet.

## Leben
Heinemann studierte an der Westfälischen Wilhelms-Universität in Münster Betriebswirtschaftslehre, wo er als wissenschaftlicher Mitarbeiter bei  Heribert Meffert arbeitete und über die Betriebstypenprofilierung textiler Fachgeschäfte mit summa cum laude promovierte. Anschließend wurde er Zentralbereichsleiter Marketing der Douglas Holding AG. Danach holte er ein Traineeprogramm bei der Kaufhof Warenhaus AG nach und übernahm dann als Warenhausgeschäftsführer operative Verantwortung. 1995 kehrte er zurück zur Douglas-Gruppe, wo er als Zentralgeschäftsführer der Drospa Holding tätig wurde und anschließend als Leiter „Competence Center Handel und Konsumgüter“ zur internationalen Unternehmensberatung Droege&Comp wechselte. Dort war er auch in Interimsfunktionen, u. a. als Leiter der E-Plus-Shops und als CEO der Kettner-Gruppe, tätig.
2004 begann er seine wissenschaftliche Laufbahn und erhielt 2005 einen Ruf zum Professor für Betriebswirtschaftslehre, Management und Handel an die Hochschule Niederrhein, wo er 2010 das eWeb Research Center gründete. Als einer der ersten Wissenschaftler in Deutschland befasste sich Heinemann aus der Perspektive der Betriebswirtschaftslehre mit dem Thema Online-Handel. Seit Jahren gilt er als einer der führenden E-Commerce-Forscher sowie einer der profiliertesten Handelsexperten im deutschsprachigen Raum. Neben mehr als 300 Fachbeiträgen hat er 22 Fachbüchern zu den Themen Zukunft des Handels, Digitalisierung, E-Commerce, Online- und Multi-Channel-Handel verfasst.
Heinemann bekleidet Aufsichtsratsfunktionen in E-Commerce- bzw. Handelsunternehmen, war lange Jahre stv. Aufsichtsratsvorsitzender der buch.de internetstores AG und begleitet Start-ups als Advisory Board.

## Schriften
- Intelligent Retail – Die Zukunft des stationären Einzelhandels. 1. Auflage. Springer-Gabler, Wiesbaden 2021, ISBN 978-3-658-34338-5.
- Der neue Online-Handel, Geschäftsmodelle, Geschäftssysteme und Benchmarks im E-Commerce. 11. Auflage. Springer-Gabler, Wiesbaden 2020, ISBN 978-3-658-28203-5.
- mit Gehrckens, M.; Taeuber, T.; Accenture GmbH  (2019) (Hrsg.). Handel mit Mehrwert – Digitalisierung von Märkten, Geschäftsmodellen und Geschäftssystemen. 510 Seiten. Springer-Gabler-Verlag, Wiesbaden 2019, ISBN 978-3-658-21691-7.
- B2B eCommerce – Grundlagen, Geschäftsmodelle und Best Practices im Business-to-Business Online-Handel. 225 Seiten. Springer-Gabler-Verlag, Wiesbaden 2019, ISBN 978-3-658-27366-8.
- Die Neuausrichtung des App- und Smartphone-Commerce – Mobile Commerce, Mobile Payment, Social Apps, LBS und Chatbots im Handel. Wiesbaden: Springer-Gabler, Wiesbaden 2018, ISBN 978-3-658-19134-4.
- Die Neuerfindung des stationären Einzelhandels – Kundenzentralität und ultimative Usability für Stadt und Handel der Zukunft. Springer-Gabler, Wiesbaden 2017, ISBN 978-3-658-15861-3.
- mit H. Mathias Gehrckens, Uly J. Wolters, dgroup (Hrsg.)(2016): Digitale Transformation oder digitale Disruption im Handel? Vom Point-of-Sale zum Point-of-Decision im Digital Commerce. Springer-Gabler, Wiesbaden 2016, ISBN 978-3-658-13503-4
- mit  Christian Gaiser. SoloMo – Always-on im Handel, die soziale, lokale und mobile Zukunft des Shopping. 2. Auflage. Springer-Gabler, Wiesbaden 2015, ISBN 978-3-658-09525-3.
- mit  Christian Gaiser. Social – Local – Mobile. The Future of Location-based Services. Management for Professionals. Berlin – Heidelberg 2014, ISBN 978-3-662-43963-0
- mit  Mathias Gehrckens, Kathrin Haug (Hrsg.): Digitalisierung des Handels mit ePace – innovative E-Commerce-Geschäftsmodelle und digitale Zeitvorteile. Springer-Gabler, Wiesbaden 2013, ISBN 978-3-658-01300-4.
- No-Line-Handel – Höchste Evolutionsstufe im Multi-Channeling, Springer-Gabler, Wiesbaden 2013, ISBN 978-3-658-00851-2.
- mit Dirk Seifert: New Online-Retailing in China – Innovation and Transformation, Tsinghua University Press, Shanghai 2013, ISBN 978-7-302-32475-1.
- Der neue Mobile-Commerce, Erfolgsfaktoren und Best Practices, Springer-Gabler, Wiesbaden 2012, ISBN 978-3-8349-3626-4.
- mit Michael Schleusener, Silvia  Zaharia (Hrsg.): Modernes Multi-Channeling im Fashion-Handel, Deutscher-Fach-Verlag, Frankfurt 2012, ISBN 978-3-86641-254-5.
- Cross-Channel-Management – Integrationserfordernisse im Multi-Channel-Handel,  Springer-Gabler, Wiesbaden 2011, ISBN 978-3-8349-6484-7.
- mit Christoph Schwarzl: New Online Retailing – Innovation and Transformation, Springer-Gabler, Wiesbaden 2010, ISBN 978-3-8349-6378-9.
- mit Andreas Haug  (Hrsg.): Web-Excellence im E-Commerce – Transformation and  Innovation im Handel, Springer-Gabler, Wiesbaden 2010, ISBN 978-3-8349-8816-4.
- Multi-Channel-Handel, Erfolgsfaktoren und Best Practices, 2. überarbeitete und erweiterte Auflage, Springer-Gabler, Wiesbaden 2010, ISBN 978-3-8349-1180-3.
- mit Dieter Ahlert, Kirsten Große-Bölting: Handelsmanagement in der Textilwirtschaft – Einzelhandel und Wertschöpfungspartnerschaften, Deutscher Fachverlag, Frankfurt 2009, ISBN 978-3-86641-143-2.
- Betriebstypenprofilierung und Erlebnishandel, Gabler, Wiesbaden 1989, ISBN 3-409-13354-2.